# Río Avon (Hampshire)
El río Avon es un corto río situado al sur de Inglaterra, debido a que hay varios ríos homónimos en Gran Bretaña, este en particular es conocido como el Avon de Hampshire por ser este uno de los condados por los que fluye en su curso medio y porque antes de la Ley de Gobierno Local de 1972 la parte del río que hoy linda con Dorset formaba parte integra del condado de Hampshire, aunque nace en el condado de Wiltshire y hoy día muere en el de Dorset.

## Curso
El río nace al este de la localidad de Devizes y transcurre hacia el sur a lo largo de Upavon, Durrington, Amesbury y Salisbury, en Wiltshire, Fordingbridge y Ringwood, en Hampshire, encontrándose con el río Stour en Christchurch ya en Dorset, después fluye hacia la bahía de Christchurch desembocando en el canal de la Mancha.

## Origen etimológico
La palabra "Avon" es un cognado tomado del galés Afon, que significa "río", de modo que la expresión "Río Avon" podría traducirse como "río Río".

## Afluentes
- Río Ebble
- Río Nadder
- Río Wylye
- Río Bourne

- Datos: Q19710
- Multimedia: River Avon, Hampshire / Q19710